# 김준석 (바둑 기사)
김준석(金準錫, 1994년 9월 9일 ~ )은 대한민국의 바둑 기사이다.

## 약력
충남 논산 출신으로 초등학교 2학년 때 바둑교실을 통해 처음 바둑에 입문했다. 대전 안관욱 바둑도장에서 바둑을 배웠고, 2008년 제2회 서동배 전국바둑왕중왕전 중등부에서 우승했다. 대전지역연구생으로 활동하며 서울의 권갑용 바둑도장에서 권갑용 사범의 지도를 받았다. 2010년 제5회 문경새재배 전국바둑대회 학생부와 2011년 제10회 조남철배 어린이선수권전 중고등부에서 우승했다.
2014년 12월 제15회 지역연구생 입단대회를 통해 입단했다. 2020년에 2단을 거쳐 2021년 3단으로 승단했다.